# هربرت رنر
هربرت رنر (انگلیسی: Herbert Renner؛ زادهٔ ۲۸ سپتامبر ۱۹۴۶) بازیکن فوتبال اهل آلمان است.
از باشگاه‌هایی که در آن بازی کرده‌است می‌توان به باشگاه فوتبال نورنبرگ، باشگاه فوتبال ماینتس ۰۵، باشگاه فوتبال سنت گالن، و باشگاه فوتبال استراسبورگ اشاره کرد.